# رابين عمر
رابين عمر (مواليد 21 يوليو 1997) هو لاعب كرة قدم عراقي-هولندي محترف يلعب في نادي إلجين سيتي. لعب رابين سابقًا مع نادي أنان أثليتيك وجرينوك مورتون ودمبارتون وستيرلنغ ألبيون.

## الحياة الشخصية
ولد رابين في دلفت بهولندا وهو من أصل عراقي.
حصل على شهادة في علم الأدوية من جامعة جلاسكو.

## المسيرة المهنية
بعد اللعب لمدة أربعة مواسم في الدوري الإسكتلندي الثاني مع نادي أنان أتليتيك، غادر رابين لينضم إلى غريمه نادي إلجين سيتي. بعد موسمين، تقدم رابين إلى البطولة الإسكتلندية مع غرينوك مورتون في 5 أغسطس 2020.
ظهر رابين لأول مرة مع مورتون في كأس الدوري الإسكتلندي ضد كوين أوف ساوث.
في مارس 2021 انضم رابين إلى فريق دمبارتون الإسكتلندي على سبيل الإعارة حتى نهاية الموسم.
في 30 يونيو 2021 وقع رابين مع فريق ستيرلينغ البيون الإسكتلندي الثاني.
في 7 يناير 2022 انضم إلى نادي إلجين سيتي لفترة ثانية.

## روابط خارجية
- رابين عمر على Soccerbase